# لويد دوغلاس جاكسون
لويد دوغلاس جاكسون هو سياسي كندي، ولد في 22 أبريل 1888 في سارنيا في كندا، وتوفي في 11 سبتمبر 1973.